# Iris bulleyana
Iris bulleyana är en irisväxtart som beskrevs av William Rickatson Dykes. Iris bulleyana ingår i släktet irisar, och familjen irisväxter. Inga underarter finns listade i Catalogue of Life.